# دهستان محمدآباد (هامون)
دهستان محمدآباد، یکی از دهستان‌های بخش مرکزی شهرستان هامون در استان سیستان و بلوچستان ایران است. مرکز این دهستان، شهر محمدآباد است.

## جمعیت
بر پایه سرشماری عمومی نفوس و مسکن در سال ۱۳۹۵، جمعیت دهستان محمدآباد برابر با ۱۳٬۵۲۶ نفر بوده است.